# Extraction d'ADN
L'extraction de l'ADN est une technique permettant d'isoler l'acide désoxyribonucléique (ADN) des cellules ou des tissus. L'ADN ainsi extrait peut ensuite être utilisé pour des recherches de biologie moléculaire, telles que le séquençage, la PCR ou le clonage. Il existe différents protocoles pour extraire l'ADN, qui suivent approximativement le même schéma de principe :
- Lyse des cellules
- Elimination des protéines
- Elimination des autres acides nucléiques (acide ribonucléique (ARN), etc.)
- Concentration de l'ADN par précipitation à l'éthanol

Différentes variantes sont employées, suivant que l'on cherche à extraire de l'ADN génomique (issu du ou des chromosomes des cellules analysées) ou de l'ADN plasmidique (provenant de plasmides portés le plus souvent par des cellules bactériennes comme Escherichia coli). Il existe aujourd'hui des kits commerciaux permettant de réaliser rapidement ces extractions à l'aide de réactifs prêts à l'emploi.

## Préparation d'ADN génomique
On commence en général par une lyse des cellules ou des tissus, consistant éventuellement en un broyage, suivi d'une extraction par des détergents, qui vont disperser les bicouches lipidiques des membranes et dénaturer les protéines, et en particulier celles qui sont associées à l'ADN dans la chromatine. La solution obtenue est en général très visqueuse, car l'ADN ainsi libéré forme de très longs filaments qui s'opposent aux écoulements hydrodynamiques.
L'étape suivante est la déprotéinisation de la solution qui se fait par une extraction au moyen de solvants organiques, en général du phénol additionné de plus ou moins de chloroforme. Les protéines dénaturées forment un précipité à l'interface phénol-eau, tandis que l'ADN reste en solution dans la phase aqueuse qui est récupérée par décantation ou par centrifugation.
L'ADN est ensuite précipité par addition d'éthanol ou d'isopropanol dans la phase aqueuse, collecté par centrifugation et dissout dans du tampon. Pour éliminer les traces de phénol et d'autres contaminants, on peut enfin pratiquer une dialyse ou une étape de purification par chromatographie préparative.

## Préparation d'ADN plasmidique
La préparation d'ADN plasmidique à partir de bactéries est l'une des techniques les plus courantes de la biologie moléculaire, également connue sous les noms abrégés de miniprep, midiprep et maxiprep en fonction du volume de la culture bactérienne utilisée. Le principe de l'extraction est connu sous le nom de lyse alcaline. Cette méthode permet de préparer sélectivement l'ADN du plasmide contenu dans les bactéries, tout en éliminant l'ADN du chromosome bactérien. Le principe de cette méthode consiste à effectuer la lyse des cellules au moyen d'un détergent (dodécyl sulfate de sodium) en présence de soude, à pH 13. À ce pH très alcalin, l'ADN est dénaturé, c’est-à-dire que les deux brins de la double-hélice sont séparés. On neutralise ensuite rapidement la solution, ce qui provoque la renaturation brutale (réappariement des brins du duplex d'ADN). L'ADN chromosomique, très long (~10⁶ paires de base), ne parvient pas à se réapparier complètement et forme des enchevêtrements insolubles. L'ADN plasmidique, court (~10³ paires de base), parvient à se réassocier complètement et reste en solution. On sépare alors les espèces par centrifugation. Les protéines précipitées, sont également éliminées avec le détergent et l'ADN chromosomique. L'ADN plasmidique, resté en solution, est alors concentré par précipitation à  l'alcool.
Différentes variantes ou améliorations de cette méthode existent notamment dans un grand nombre de kits commerciaux. Ces derniers contiennent souvent des petites colonnes de résine chromatographique échangeuse d'ion, permettant d'améliorer la pureté de l'ADN obtenu. Pour éliminer les ARN, on ajoute fréquemment des ribonucléases qui vont hydrolyser sélectivement ces acides nucléiques, en laissant l'ADN intact.

## Contrôle de l'extraction

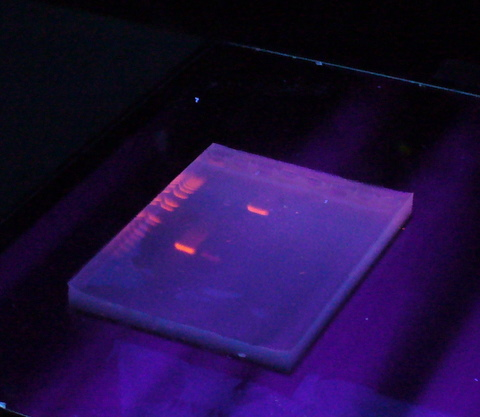
Analyse sur gel d'agarose révélée au bromure d'éthidium

- Par électrophorèse sur gel d'agarose, on peut analyser la présence et la taille des acides nucléiques contenus dans la préparation. Ceux-ci sont révélés par le bromure d'éthidium, un colorant dont la fluorescence augmente très sensiblement quand il interagit avec l'ADN. Dans le cas d'une préparation d'ADN plasmidique, on observe sous UV une ou plusieurs bandes colorées discrètes dans le gel, correspondant à l'ADN du plasmide. Dans le cas d'ADN chromosomique, on observe un continuum de bandes, correspondant aux fragments d'ADN issus de la coupure statistique du chromosome résultant des traitements mécaniques lors de l'extraction de L'ADN.
- Par mesure de l'extinction dans l'UV au moyen d'un spectrophotomètre. L'ADN possède un maximum d'extinction à 254 nm. 1 unité d'absorbance à 254 nm correspond à environ 50 μg d'ADN double-brin par millilitre.